# Lilian Bland
Lilian Bland (Maidstone, Kent, 22 de setembro de 1878 - Cornualha, 11 de maio de 1971) foi uma jornalista e aviadora irlandesa. Foi uma das primeiras mulheres a projetar, construir e pilotar uma aeronave.
Trabalhou como jornalista e fotógrafa de imprensa para vários jornais de Londres. Adotou um estilo de vida não convencional para os primeiros anos do século XX: fumava, vestia calças e praticava artes marciais. Depois de uma temporada em ilhas da Escócia fotografando aves marinhas, começou a se interessar pela ideia de voar. Depois de receber do seu tio um cartão postal do monoplano Blériot, decidiu-se a construir seu próprio modelo.
Construiu o Mayfly, um planador feito de abeto vermelho, bambu e lona, no início de 1910. Depois dos primeiros testes em Carnmoney Hill, foi progressivamente reforçando o modelo até sentir que ele estava forte o suficiente para levar um motor. Encomendou então um motor de dois tempos com 20 cavalos de potência. Ansiosa, sequer esperou que o tanque de gasolina estivesse pronto: usou uma garrafa de uísque vazia, improvisando uma mangueira com a corneta acústica da sua tia morta. O arranjo, porém, não deu certo, gerando muitas vibrações no motor e comprometendo a segurança.
O primeiro voo bem sucedido foi feito em Randalstown, mas se limitou a um pequeno salto. Mesmo assim, foi o suficiente para tornar Bland a primeira mulher a pilotar uma aeronave na Irlanda. Mais tarde conseguiu alguns voos de cerca de 10 metros de extensão.